# Christoph Martin (Mediziner)
Christoph Martin (* 16. Januar 1874 in Ancud auf Chiloé; † 7. Dezember 1958 in Concepción) war ein chilenischer Mediziner.

## Leben
Christoph Martin wurde als Sohn des nach Chile ausgewanderten Arztes Karl Martin (1838–1907) in eine Gelehrtenfamilie hugenottischer Abstammung hineingeboren. Sein Großvater war der Gynäkologe Eduard Arnold Martin (1809–1875); der Germanist Ernst Martin (1841–1910) war einer seiner Onkel.
Er besuchte die Gymnasien in Straßburg und Puerto Montt. Zur Zeit des chilenischen Bürgerkrieges reiste er 1892 nach Santiago de Chile, wo er am Instituto Internacionial und am Instituto Nacional seine Schulzeit beendete. Von 1894 bis 1900 studierte er Medizin in Santiago de Chile. In dieser Zeit war er auch als Werkstudent tätig. Nachdem sein Vater und sein Onkel bereits Mitglieder der Burschenschaft Arminia auf dem Burgkeller gewesen waren, wurde Martin während seines Studiums 1896 Mitgründer der Burschenschaft Araucania. Er unternahm eine halbjährige Studienreise durch Deutschland. Er wurde zum Dr. med. promoviert und arbeitete dann als praktischer Arzt in Concepción. Dort wurde er 1905 Mitglied der zur Großen Loge von Hamburg gehörenden Freimaurerloge Glück auf, deren Meister vom Stuhl er 21 Jahre war. Gemeinsam mit Wilhelm Münnich war er 1916 Mitgründer des Deutsch-Chilenischen Bundes.
Er war Chefarzt des Sanatorio Alemán und war als Professor der Medizingeschichte tätig. 
Als solcher beschäftigte er sich unter anderem mit den Heilmethoden der Araukaner und Mapuches. Er setzte die Forschungen seines Vaters zur Geographie Chiles fort, weshalb er 1928 korrespondierendes Mitglied der Gesellschaft für Erdkunde wurde. Er war Herausgeber der von seinem Vater verfassten deutschsprachigen „Landeskunde von Chile“.

## Ehrungen
- 1924: Ehrenmitglied der Burschenschaft Montania Concepción
- 1927: Ehrenurkunde des Deutschen Ausland-Instituts
- 1930: Ehrenmitglied der Freimaurerloge Glück auf
- wohl 1933: Ehrensenator der Universität Freiburg im Breisgau
- 1936: Ehrendoktor (Dr. phil. h. c.) der Universität Heidelberg
- 1957: Großes Bundesverdienstkreuz